# Chiến tranh Lương – Bắc Ngụy (528–529)
Chiến tranh Lương-Ngụy, 528-529 là cuộc chiến tranh giữa hai nước Lương và Bắc Ngụy thời Nam-Bắc triều trong lịch sử Trung Quốc. Cuộc chiến này là một phần của chiến tranh Lương-Bắc Ngụy, một trong nhiều cuộc chiến giữa các triều đại cai trị miền Bắc (của người Hồ) và các triều đại cai trị miền Nam (của người Hán). Cuộc chiến kéo dài trong 9 tháng, từ tháng 10 năm 528 đến tháng 6 nhuận năm 529.

## Hoàn cảnh
Từ sau chiến tranh Lưu Tống-Bắc Ngụy chấm dứt (năm 451), các triều đại kế tục Lưu Tống là Nam Tề và Lương vẫn cùng Bắc Ngụy tranh giành vùng Hà Nam, Hoài Bắc. Từ cuối thế kỷ 5 sang đầu thế kỷ 6, xung đột nam-bắc vẫn diễn ra với nhiều trận đánh quy mô lớn nhỏ khác nhau.
Ở phía nam, từ khi Lương Vũ Đế thay thế nhà Nam Tề (502), trong nước khá ổn định. Ông vài lần điều quân đánh Bắc Ngụy khi thắng khi thua. Từ năm 516 do đê Phù Sơn vỡ, hai bên phải tạm ngưng chiến sự.
Ở phía bắc, nước Ngụy sau vài lần đánh lui quân Lương bắc tiến cũng phát sinh nội loạn. Năm 523, sáu trấn biên giới khởi binh chống triều đình. Hồ thái hậu muốn chuyên quyền nên mâu thuẫn với vua con Nguyên Hủ (Bắc Ngụy Hiếu Minh Đế) ngày càng sâu sắc. Hồ thái hậu đầu độc giết vua con rồi lập cháu nhỏ Nguyên Chiêu mới 3 tuổi lên ngôi.
Nhà Lương ở phía nam nhân lúc Bắc Ngụy khó khăn, Lương Vũ Đế Tiêu Diễn lại tấn công lên phía bắc. Năm 526, quân Lương chiếm 52 thành ở Thọ Dương của Bắc Ngụy. Sang năm sau quân Lương dưới quyền Trần Khánh Chi lại chiếm được Quảng Lăng, Đông Dự châu và Qua Dương.
Năm 528, quyền thần Nhĩ Chu Vinh nhân trấn áp quân nổi dậy của Cát Vinh thành công, nắm quyền lớn trong triều, lập vua mới là Bắc Ngụy Hiếu Trang Đế, ra tay tàn sát hoàng thất Bắc Ngụy, giết chết vua nhỏ Nguyên Chiêu và Hồ thái hậu tại Hà Âm. Bắc Hải Vương Nguyên Hạo là cháu Bắc Ngụy Hiến Văn đế, khi đó giữ chức Phiêu kỵ đại tướng quân, Thứ sử Tương Châu, cùng với các hoàng thân Lâm Hoài vương Nguyên Úc, Nhữ Nam vương Nguyên Duyệt, Nghĩa Dương vương Nguyên Hiển Đạt, thấy xảy ra sự biến Hà Âm, liền chạy về phía nam sang đất nhà Lương đầu hàng.
Bắc Hải Vương Nguyên Hạo thỉnh cầu Lương Vũ Đế xuất binh trợ giúp mình về nước làm vua. Lương Vũ Đế chấp thuận, phong Nguyên Hạo làm Ngụy Vương, rồi phong Trần Khánh Chi làm Giả tiết, Tiêu Dũng tướng quân, đưa 7000 quân hộ tống Nguyên Hạo về Bắc. Cuộc chiến lớn giữa Lương và Ngụy bùng nổ tại trung nguyên – lãnh thổ Bắc Ngụy.

## Nguyên Hạo về bắc
Tháng 10 năm 528, quân Lương dưới quyền chỉ huy của Trần Khánh Chi xuất phát từ huyện Chí, tiến đánh Vĩnh Thành rồi tiến đến Tuy Dương.
Trần Khánh Chi nhân cơ hội quân Bắc Ngụy đang thảo phạt khởi nghĩa Hình Cảo, tiến đến Lương Quốc. Tướng Ngụy là Khâu Đại Thiên soái 7 vạn quân chia ra đắp 9 tòa thành, để ngăn quân nhà Lương. Trần Khánh Chi đưa quân tấn công, trong một ngày trời đã hạ được ba thành, buộc Khâu Đại Thiên phải đầu hàng.
Nguyên Hạo tiến đến phía nam thành Tuy Dương xưng đế. Nguyên Hạo phong Trần Khánh Chi làm Sứ trì tiết, Trấn bắc tương quân, Hộ quân, Tiền quân đại đô đốc.

## Quân Lương chiếm Huỳnh Dương
Tế Âm vương Nguyên Huy Nghiệp nhà Bắc Ngụy soái 2 vạn Vũ lâm quân đến tăng viện, đóng quân ở Khảo Thành. Khảo Thành 4 mặt là nước, phòng ngự kiên cố. Trần Khánh Chi lệnh cho bộ hạ ở mặt nước đắp lũy, đánh phá thành này, giết sạch 2 vạn người, bắt sống Nguyên Huy Nghiệp, thu được 7800 cỗ xe.
Nhân đà thắng lợi, Trần Khánh Chi tiến lên phía bắc, quân Bắc Ngụy nhiều nơi ra hàng. Tháng 5 năm 529, vua Bắc Ngụy là Nguyên Tử Du phái tướng chẹn giữ Huỳnh Dương, Hổ Lao, nhằm bảo vệ kinh đô Lạc Dương. Nguyên Hạo sau khi đánh chiếm Lương Quốc, lệnh cho Trần Khánh Chi tiếp tục đốc quân tây tiến đánh Huỳnh Dương. Tả bộc xạ Dương Dục, Tây A Vương Nguyên Khánh, Phủ quân tướng quân Nguyên Hiển Cung nhà Bắc Ngụy soái 7 vạn Vũ lâm quân giữ Huỳnh Dương, chống lại quân nhà Lương.
Quân Bắc Ngụy khí thế mạnh mẽ, thành Huỳnh Dương kiên cố, Trần Khánh Chi không thể hạ được. Trong lúc Trần Khánh Chi đang đánh thành, đại quân của Thượng Đảng vương Nguyên Thiên Mục cũng đến, đầu tiên sai Phiếu kị tướng quân Nhĩ Chu Thổ Một Nhi lĩnh 5000 kỵ binh người Hồ, kị tướng Lỗ An soái 9000 bộ kị ở Hạ Châu tăng viện Dương Dục. Lại sai Hữu bộc xạ Nhĩ Chu Thế Long, Tây Kinh Châu thứ sử Vương Bi soái 1 vạn kị binh đến giữ Hổ Lao. Quân Ngụy tất cả có 30 vạn người, tiến hành hợp vây quân Lương. Nguyên Hạo phái người đến khuyên Dương Dục đầu hàng, nhưng bị cự tuyệt. Không lâu sau, Nguyên Thiên Mục và Nhĩ Chu Thổ Một Nhi nối nhau tiến ra mặt trận, khí thế của quân Bắc Ngụy rất mạnh.
Quân Lương nghe tin quân địch đông gấp bội đều hoảng sợ. Trần Khánh Chi cổ vũ các tướng sĩ, kích động quân Lương phải liều chết chiếm thành làm nơi nương tựa và đánh giá quân Ngụy chỉ sở trường dùng ngựa nên không thể đối đầu trên đồng ruộng mà nên hành động trước để phá thành khi viện binh địch chưa tới.
Nhân lúc tinh thần tướng sĩ đang hăng, Trần Khánh Chi tự đánh trống thúc quân đánh thành. Chỉ sau một hồi trống, quân nhà Lương đều bám lên được thành. Dũng sĩ Tống Cảnh Hưu, Ngư Thiên Mẫn lên được tường thành đầu tiên, quân nhà Lương theo đó mà vào, hạ thành Huỳnh Dương, bắt sống Dương Dục.
Không lâu sau, tướng Ngụy là Nguyên Thiên Mục dẫn quân vây thành, Trần Khánh Chi dựa vào thành đã chiếm được, liền đưa 3000 kị binh ra đánh. Quân Lương đại phá quân Bắc Ngụy. Tướng Ngụy là Lỗ An ở trước trận đầu hàng; Nguyên Thiên Mục, Nhĩ Chu Thổ Một Nhi một ngựa chạy thoát. Trần Khánh Chi thu được đồ dự trữ trong thành Huỳnh Dương, lụa thóc bò ngựa đều không đếm xuể. Trần Khánh Chi lập tức quay lại tấn công Hổ Lao, Nhĩ Chu Thế Long không dám đánh, bỏ thành trốn chạy, quân nhà Lương bắt được Đông trung lang tướng Tân Toản nhà Bắc Ngụy.

## Nguyên Hạo vào Lạc Dương
Bắc Ngụy Hiếu Trang Đế Nguyên Tử Du vì tránh mũi nhọn Trần Khánh Chi, bị bức phải vượt qua sông Hoàng Hà chạy tới Hà Nội, rút về Trưởng Tử. Nguyên Hạo tiến vào Lạc Dương, Lâm Hoài Vương Nguyên Úc, An Phong Vương Nguyên Duyên Minh nhà Bắc Ngụy đưa bách quan đón Nguyên Hạo vào thành. Nguyên Hạo đổi niên niệu là Kiến Vũ, phong Trần Khánh Chi làm thị trung, Xa kị đại tướng quân, Tả quang lộc đại phu, tăng ấp vạn hộ.
Trần Khánh Chi chỉ có 7.000 người, từ huyện Chí đến Lạc Dương, trước sau giành chiến thắng 47 trận, phá được 32 tòa thành, đánh bại 30 vạn quân Ngụy, được xem là kỳ tích trong lịch sử quân sự Trung Quốc.
Không lâu sau, Thượng Đảng Vương Nguyên Thiên Mục, Vương Lão Sinh, Lý Thúc Nhân lại soái 4 vạn binh đánh phá quân Lương, rồi chia ra sai khiến Vương Lão Sinh, Phí Mục đến chiếm Hổ Lao, Điêu Tuyên, Điêu Song tiến vào Đại Lương. Trần Khánh Chi nghe tin, đưa quân đánh úp, quân Ngụy đều hàng. Nguyên Thiên Mục đưa hơn 10 kị binh vượt bờ bắc Hoàng Hà bỏ trốn. Phí Mục đánh Hổ Lao, sắp phá được, chợt nghe Nguyên Thiên Mục trốn về bắc, tự thấy mình không còn đường về, liền hàng Trần Khánh Chi. Trần Khánh Chi lại tiến đánh Đại Lương, Lương Quốc, đều phá được. Lương Vũ Đế nghe tin, bèn tự tay viết chiếu thư khen ngợi ông.

## Bắc Ngụy phản công
Trần Khánh Chi tuy thắng trận liên tục, nhưng biết rõ nhược điểm quân mình ít, vào sâu đất Ngụy, khó có thể chống giữ lâu dài. Ông định đề nghị Lương Vũ Đế tăng viện và kiến nghị Nguyên Hạo huy động dân các châu tập hợp về Lạc Dương để tuyển thêm quân.
Tuy nhiên Nguyên Hạo sau khi được làm vua ở Lạc Dương tỏ ra mãn nguyện, không muốn phụ thuộc nước Lương nữa. Nguyên Hạo chủ động dâng biểu lên Lương Vũ Đế xin thôi điều viện binh để khỏi phiền nhiễu dân chúng. Lương Vũ Đế theo ý kiến của Nguyên Hạo, không phát binh thêm cho Trần Khánh Chi.
Tháng 6 nhuận năm 529, Nhĩ Chu Vinh thấy các thủ hạ của mình thất bại liên tiếp, liền tự mình cầm quân từ Tấn Dương phía bắc tiến xuống tấn công Lạc Dương, nói phao lên rằng có trăm vạn quân. Các thành nhỏ ở lân cận Lạc Dương trước áp lực của Nhĩ Chu Vinh, nên thi nhau phản Nguyên Hạo. Trần Khánh Chi chủ động yêu cầu đưa quân đến phòng thủ Bắc Trung Lang thành, nơi này không bao lâu sau trở thành cứ điểm duy nhất của cửa ngõ Lạc Dương ở phía bắc sông Hoàng Hà. Nhĩ Chu Vinh đưa quân đến, quyết chiến với Trần Khánh Chi nhưng thất bại một trận.
Nhĩ Chu Vinh muốn lui binh, nhưng mưu sĩ Lưu Linh khuyên không nên. Nhĩ Chu Vinh nhanh chóng nhận ra điểm yếu của Trần Khánh Chi ít quân, lại đưa quân ồ ạt công hãm Lạc Dương. Nguyên Hạo bỏ chạy khỏi thành. Trần Khánh Chi không chống nổi, quân Lương một số bị thương vong, đành phải cho quân triệt thoái trở về Kiến Khang. Nhĩ Chu Vinh đưa quân đuổi theo truy kích nhưng không kịp. Khi vượt sông, quân Lương bị nước cuốn mất gần như toàn bộ số còn lại.
Trần Khánh Chi may mắn thoát hiểm, còn lại một mình, phải cạo đầu cắt râu, cải trang làm hòa thượng, bí mật trốn về Kiến Khang. Nguyên Hạo chạy khỏi Lạc Dương bị quân Ngụy giết chết.

## Đánh giá
Quân Lương tuy thành công trong việc đánh chiếm Lạc Dương, chiếm đất trung nguyên, đưa Nguyên Hạo về làm vua Bắc Ngụy nhưng nhanh chóng thất bại. Nguyên nhân chủ yếu vì sự chủ quan của Lương Vũ Đế không chi viện cho Trần Khánh Chi và tư tưởng sớm ly khai nhà Lương của Nguyên Hạo khi chưa đủ thực lực. Nhận xét về cuộc chiến này, các sử gia cho rằng tướng Trần Khánh Chi đã tạo nên một kỳ tích lấy ít địch nhiều, còn Lương Vũ Đế thì thực hiện một quyết sách hoang đường, thí mạng vô lý một cánh quân.